# NGC 6225
NGC 6225 (другие обозначения — UGC 10556, MCG 1-43-3, ZWG 53.11, PGC 59024) — галактика в созвездии Геркулес.
Этот объект входит в число перечисленных в оригинальной редакции «Нового общего каталога».